# Command & Conquer: Red Alert – Retaliation
Command & Conquer: Red Alert – Retaliation – kompilacja dodatków Command & Conquer: Red Alert – Counterstrike i Command & Conquer: Red Alert – The Aftermath do gry strategicznej Command & Conquer: Red Alert wyprodukowana przez Westwood Studios i wydana przez Westwood Studios i Virgin Interactive w 1998 roku na konsolę PlayStation. Retaliation jest to samodzielny dodatek łączący Red Alert oraz Counterstrike i Aftermath.

## Rozgrywka
W Command & Conquer: Red Alert – Retaliation wprowadzono nowe jednostki – Tesla Tank, Shock Trooper, Chrono Tank i Mechanic. Tryb potyczki zawiera 105 map.